# Battleship (jeu vidéo, 2012)
Pour les articles homonymes, voir Battleship.
Battleship est un jeu vidéo et de tir à la première personne développé par Double Helix Games et édité par Activision, sorti en 2012 sur PlayStation 3 et Xbox 360.
Sur Wii, Nintendo DS et Nintendo 3DS, Battleship est un jeu de stratégie au tour par tour développé par Magic Pockets.
Le jeu est adapté du film du même nom lui même adapté de la marque de jeu de société Bataille navale de Hasbro.

## Accueil
- Jeuxvideo.com : 10/20 (PS3/X360)[1] - 11/20 (Wii)[2] - 11/20 (3DS)[3]